# Казарма 1509 км
Казарма 1509 км, 1509 км — населённый пункт в Кунгурском районе Пермского края в составе Ергачинского сельского поселения.

## География
Находится в центральной части Кунгурского района примерно в 15 километрах от Кунгура по прямой на запад-северо-запад у переезда через железную дорогу Пермь — Екатеринбург.

## Климат
Климат умеренно континентальный с продолжительной снежной зимой и коротким, умеренно-тёплым летом. Средняя температура июля составляет +17,8 °C, января −15,6 °C. Среднегодовая температура воздуха составляет +1,3 °C. Средняя продолжительность периода с отрицательными температурами составляет 168 дней и продолжительность безморозного периода 113 дней. Среднее годовое количество осадков составляет 539 мм.

## Население
Постоянное население составляло 1 человек в 2002 году (русской национальности), 0 человек в 2010 году.